# Tangara hirundinacé
Cypsnagra hirundinacea
Genre
Espèce
Répartition géographique
Statut de conservation UICN

 LC  : Préoccupation mineure
Le Tangara hirundinacé (Cypsnagra hirundinacea) est une espèce de passereaux appartenant à la famille des Thraupidae, l'unique représentante du genre Cypsnagra.

## Description
Il mesure en moyenne 16 cm de longueur pour un poids de 25 à 34 g.

## Répartition et habitat
On le trouve surtout au Brésil mais également au Paraguay, en Bolivie et au Suriname à une altitude de 700 à 1000 m. Il habite les prairies parsemées de petits arbres.

## Comportement
Au Brésil, il vit en groupes territoriaux de trois à six individus.

## Alimentation
Il mange des insectes (coléoptères, criquets et sauterelles) sur le sol ou les attrape en vol. De temps en temps, il mange des fruits.

## Nidification
Il fait un nid en coupe seulement à 1 ou 2 mètres du sol avec des herbes tressées. La femelle pond 3 ou 4 œufs bleu moucheté avec des taches brunes ou noires autour de l'extrémité la plus large. Les jeunes de la saison précédente aident les parents à s'occuper du nid et des oisillons.

## Sous-espèces
D'après Alan P. Peterson, il existe 2 sous-espèces :
- Cypsnagra hirundinacea pallidigula Hellmayr, 1907 — sud du Suriname et centre/nord du Brésil
- Cypsnagra hirundinacea hirundinacea (Lesson, 1831) — Bolivie, Laguna Blanca (Paraguay) et centre-sud du Brésil